# La Isla, Centro
La Isla är en ort i Mexiko.   Den ligger i kommunen Centro och delstaten Tabasco, i den sydöstra delen av landet, 700 km öster om huvudstaden Mexico City. La Isla ligger 23 meter över havet och antalet invånare är 272.
Terrängen runt La Isla är mycket platt. Runt La Isla är det ganska tätbefolkat, med 124 invånare per kvadratkilometer. Närmaste större samhälle är Villahermosa, 18,0 km norr om La Isla. Trakten runt La Isla består till största delen av jordbruksmark.